# Sorbus doerriana
Sorbus doerriana är en rosväxtart som beskrevs av N. Mey.. Sorbus doerriana ingår i släktet oxlar, och familjen rosväxter. Inga underarter finns listade i Catalogue of Life.